# Bione (torrente)
Il torrente Bione è il terzo torrente per importanza della città di Lecco. 
In realtà non è paragonabile per portata agli altri due, il Caldone e il Gerenzone, ma è stato reso celebre dal libro I Promessi Sposi. Lucia si imbarca proprio sulla foce di questo torrente nel fuggire da Lecco nel noto passo Addio monti....
Il torrente Bione nasce ai piedi dei Piani d'Erna e dopo aver percorso la Valle Comera attraversa la città di Lecco prima di gettarsi nel lago di Garlate. 
Non è questa la foce descritta dal Manzoni in quanto il corso del torrente fu deviato nel 1846; prima di questa data esso era un affluente del fiume Adda.